# Henry Wilson (politicus)

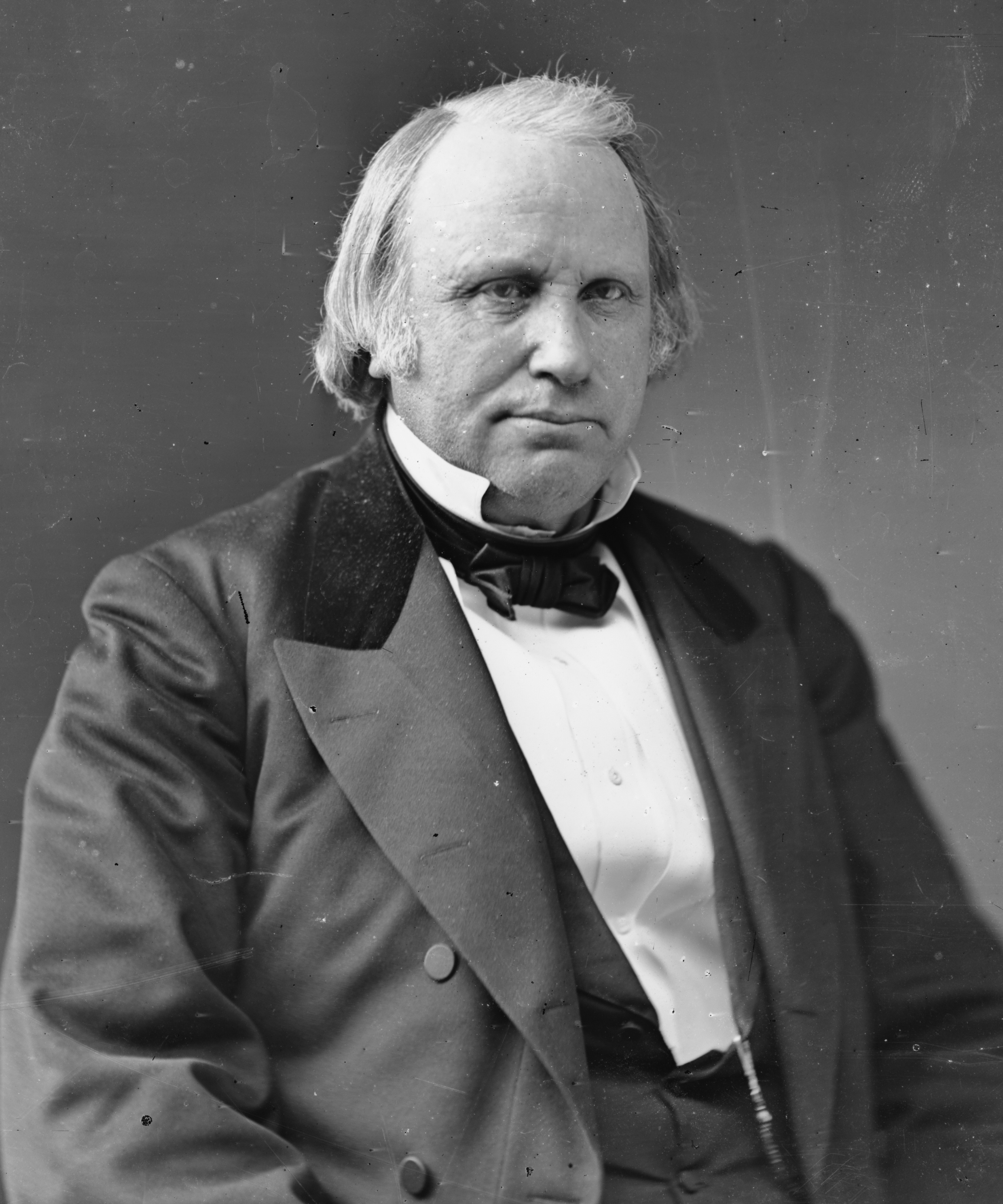
Henry Wilson

Henry Wilson (Farmington (New Hampshire), 16 februari 1812 - Washington D.C., 22 november 1875) was een Amerikaanse Senator voor de staat Massachusetts en de achttiende vicepresident van de Verenigde Staten.
Wilson was als Jeremiah Jones Colbath geboren in Farmington, New Hampshire. In 1833 kreeg hij officieel toestemming van het parlement om zijn naam te veranderen in Henry Wilson. Het is niet bekend waarom hij dit deed.
Hij verhuisde naar Natick (Massachusetts) in 1833 en werd schoenmaker. Hij bezocht verscheidene plaatselijke scholen, en onderwees ook zelf in Natick. Later werd hij schoenenfabrikant. Hij werd lid van de volksvertegenwoordiging van de staat Massachusetts tussen 1841 en 1852.
In 1852 werd hij lid van het Amerikaans Congres, en in 1855 werd hij tot senator gekozen. Hij werd verscheidene malen herkozen, en nam ontslag op 3 maart 1873 om vicepresident te worden onder president Ulysses S. Grant. Hij was vicepresident van 4 maart 1873 tot hij op 22 november 1875 overleed in het gebouw van het Capitool in Washington D.C.
Henry Wilson ligt in Natick begraven.
Adams ·
Jefferson ·
Burr ·
Clinton ·
Gerry ·
Tompkins ·
Calhoun ·
Van Buren ·
R.M. Johnson ·
Tyler ·
Dallas ·
Fillmore ·
King ·
Breckinridge ·
Hamlin ·
A. Johnson ·
Colfax ·
Wilson ·
Wheeler ·
Arthur ·
Hendricks ·
Morton ·
Stevenson ·
Hobart ·
Roosevelt ·
Fairbanks ·
Sherman ·
Marshall ·
Coolidge ·
Dawes ·
Curtis ·
Garner ·
Wallace ·
Truman ·
Barkley ·
Nixon ·
L.B. Johnson ·
Humphrey ·
Agnew ·
Ford ·
Rockefeller ·
Mondale ·
Bush ·
Quayle ·
Gore ·
Cheney ·
Biden ·
Pence ·
Harris ·
Vance
- Bibliothèque nationale de France: cb16507379n (data)
- Catàleg d'autoritats de noms i títols de Catalunya: 981058508386106706
- Gemeinsame Normdatei: 13160077X
- International Standard Name Identifier: 0000 0000 6323 2192
- Library of Congress Control Number: nr90004425
- National Archives and Records Administration: 10574462
- Nationale Bibliotheek van Israël: 987007291950005171
- Nederlandse Thesaurus van Auteursnamen: 162678215
- SNAC: w6ps8kcz
- Système universitaire de documentation: 123605369
- Trove: 1014646
- Biographical Directory of the United States Congress: W000585
- Virtual International Authority File: 47898846
- WorldCat: E39PBJpptTRkF3RpCQfbDqhvHC